# Press (chanson de Cardi B)
Singles de Cardi B
Clout
(2019)
Press est un single de la rappeuse américaine Cardi B, sorti le 31 mai 2019. Il atteint la 16e place du Hot 100 et est certifié disque de platine par la RIAA.

## Promotion
En décembre 2018, Cardi B publie une vidéo sur Instagram où elle rappe un extrait de Press. Peu de temps après, elle déclare que le single ne tarderait pas à sortir, mais elle décide de publier d'abord le titre Money. Le 27 mai 2019, elle déclare sur Twitter que « le single et la pochette officielle sortiront ce vendredi 31 mai ». Elle partage la pochette officielle du single, où on la voit entièrement nue en train d'être escortée hors d'un tribunal par un groupe d'hommes.

## Accueil critique
Press reçoit des critiques globalement positives. La plupart des analyses soulignent l'évolution de l'attitude de Cardi B vis-à-vis des médias dans les paroles de son single Bartier Cardi (2017) et  sa collaboration Clout (2019) avec le rappeur Offset. La revue New Musical Express qualifie le single de « rebelle », tandis que Billboard estime Cardi B « persévérante » malgré « la mauvaise presse, les haters et les mécontentements ». Pitchfork affirme que la rappeuse est « entièrement prête à mettre tous ses détracteurs en joue » mais souligne l'écart entre « les saignées incessantes » et « la fierté, plus idiote, de son argent et de ses prouesses sexuelles ». Le magazine déclare aussi que Cardi B a « aiguisé son style de rap pour donner la mort ».

## Clip vidéo
Le clip de Press, réalisé par Jora Frantzis est publié le 26 juin 2019 sur la chaîne YouTube officielle de Cardi B.
Dans les premières secondes, le clip montre la rappeuse, légèrement vêtue, embrasser langoureusement une autre femme, tirer deux coups de feu en fumant une cigarette. Cardi B subit ensuite un interrogatoire de police, avant d'assister à son procès très médiatisé, vêtue de blanc. Mise en cause par plusieurs témoins, Cardi B se lève, proteste et tue plusieurs personnes présentes dans la salle d'audience. Ces scènes sont entrecoupées avec des danses où la rappeuse apparaît entièrement nue et ensanglantée,.

## Sur scène
Cardi B joue le single à la télévision pour la première fois lors des BET Awards 2019, où elle interprète aussi Clout avec son mari Offset.

## Classements
| Classement (2019)              | Meilleure position |
| ------------------------------ | ------------------ |
| Australie (ARIA)               | 65                 |
| Canada (Hot 100)               | 37                 |
| France (SNEP)                  | 158                |
| Grèce (IFPI)                   | 32                 |
| Hongrie (Rádiós Top 40)        | 6                  |
| Irlande (IRMA)                 | 38                 |
| Nouvelle-Zélande (RMNZ)        | 6                  |
| Écosse (OCC)                   | 74                 |
| Suède (Sverigetopplistan)      | 12                 |
| Suisse (Schweizer Hitparade)   | 97                 |
| Royaume-Uni (UK Singles Chart) | 44                 |
| Royaume-Uni (UK R&B Chart)     | 18                 |
| États-Unis (Hot 100)           | 16                 |
| États-Unis (R&B/Hip-Hop Songs) | 6                  |
| États-Unis (Rhythmic Songs)    | 22                 |

## Certification
| Région | Certification | Ventes/Streams |
| --- | ------------- | -------------- |
| États-Unis (RIAA)                                                                                                | Or            | 500 000‡*      |
| ^Mise en rayon selon la certification xNon précisé par la certification ‡ventes/streaming selon la certification |               |                |